# Asperges me

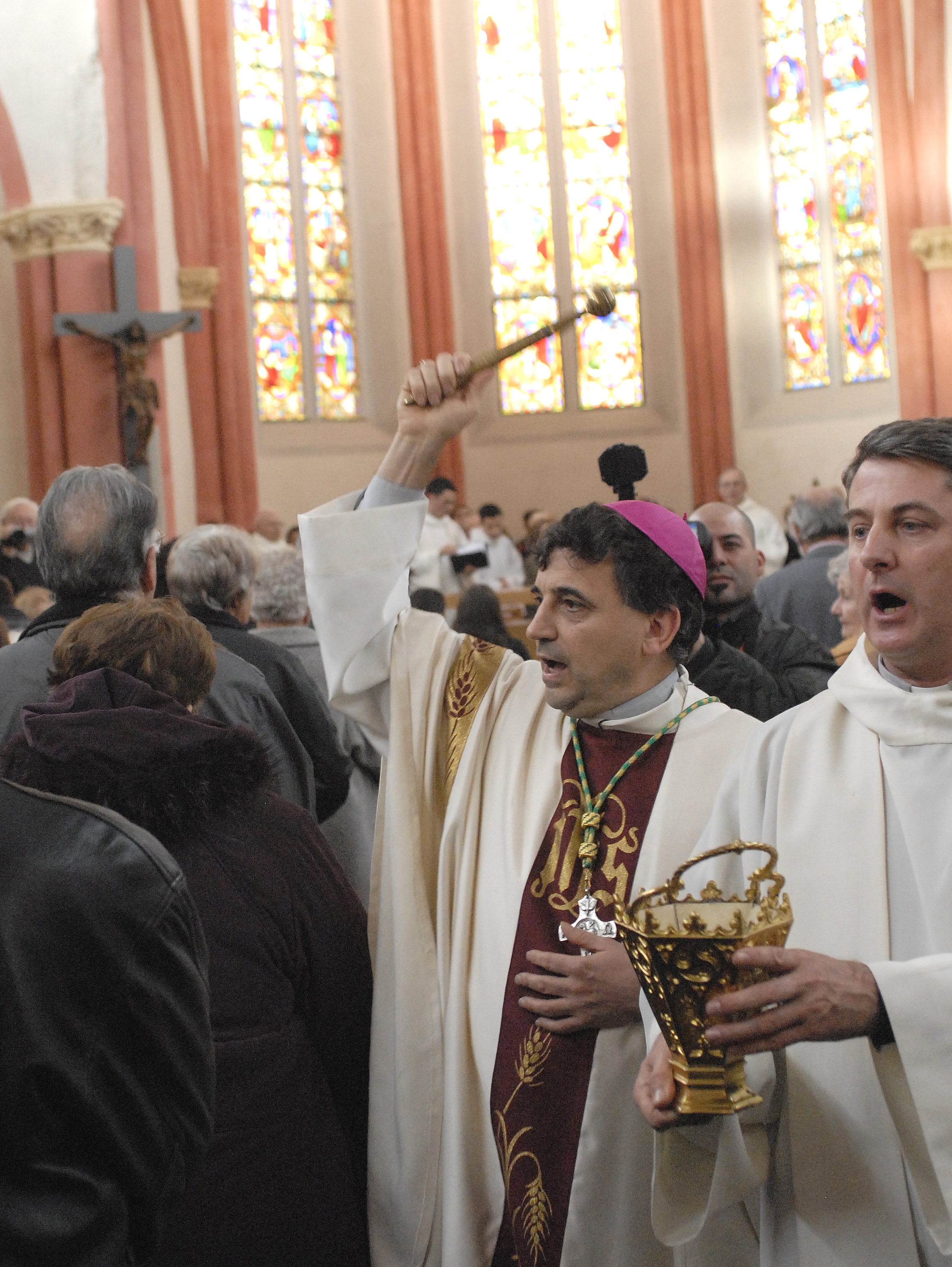

Het Asperges me (of simpelweg de Asperges) is de katholieke liturgische plechtigheid die op zondagen aan de viering van een plechtige H. Mis voorafgaat. De kerkgangers worden gezegend met wijwater, terwijl het koor de gregoriaanse antifoon 'Asperges Me' zingt. 
De gewone vorm van de Romeinse ritus voorziet in een verkorte versie van het Asperges me. In de buitengewone vorm is de plechtigheid volledig bewaard. 

## Ritueel
De priester of bisschop gaat hierbij, gekleed in koorkap en eventueel geholpen door diakens, door de kerk en besprenkelt de gelovigen door middel van een aspergil  met wijwater. Dit gebeurt ter herinnering aan het doopsel en om barmhartigheid en reiniging van God af te smeken, voordat men de heilige geheimen van de eucharistie viert. Na de besprenkeling spreekt de celebrant staande voor het tabernakel een gebed uit, waarin bescherming van het kerkgebouw en het gelovige volk afgesmeekt wordt. Hierna wordt de koorkap afgelegd en bekleedt de priester zich met kazuifel, manipel en bonnet.

## Antifoon
De naam Asperges me komt van de Latijnse antifoon die tijdens deze besprenkeling met wijwater gregoriaans gezongen wordt, namelijk Psalm 51 (50), vers 9.
In de Paastijd zingt men in plaats van Psalm 51, Psalm 118:1; deze antifoon heet Vidi aquam bij de besprenkeling, waarin op mystieke wijze Christus aan het kruis bezongen wordt, uit wiens Zijde water en bloed vloeit.

## Tweede Vaticaans Concilie
Na het Tweede Vaticaans Concilie (1962-1965), de Tweede beeldenstorm en de invoering van de Mis van Paulus VI in 1969 verdween de plechtigheid vrijwel overal, hoewel de Novus Ordo Missae wel in een verkorte versie van het Asperges me voorziet. In de Mis volgens de Tridentijnse ritus is de plechtigheid bewaard. De priester kan ervoor kiezen om het asperges en de processie met koorkap te doen en zich te verkleden bij het altaar, maar kan er ook voor kiezen om meteen het kazuifel te dragen bij het vertrekken uit de sacristie. De priester bekleedt zich in de nieuwe misorde (Ordo Missae Cum Populo) enkel nog met het kazuifel (en stole); het manipel en de bonnet worden niet meer gedragen. (In de nieuwe misorde is het asperges een deel van de eucharistie.)
Tegenwoordig wordt de plechtigheid in sommige parochies herontdekt, in andere wordt zij, voornamelijk door de oudere generatie van mei '68 en activisten van de Acht Mei Beweging, echter nog altijd afgewezen als "ouderwets" en "voor-conciliair", vooral vanwege de nadruk die de plechtigheid legt op (de herdenking van) verlossing en reiniging van zonde.

## Tekst der plechtigheid
| Asperges me, Domine, hyssopo, et mundabor: | Gij zult mij besprenkelen, Heer, met hysop, en ik zal rein worden: |
| Lavabis me, et super nivem dealbabor. | Gij zult mij wassen, en ik zal witter worden dan sneeuw. |
| Miserere mei, Deus, | Ontferm u mijner, o God, |
| secundum magnam misericordiam tuam. | volgens uw grote barmhartigheid. |
| Gloria Patri, et Filio, et Spiritui Sancto. | Eer aan de Vader en de Zoon en de Heilige Geest. |
| Sicut erat in principio, et nunc, et semper, | Zoals het was in het begin, en nu, en altijd, |
| et in saecula saeculorum. Amen. | en in de eeuwen der eeuwen. Amen. |
| Asperges me (...) dealbabor. | Was mij (...) dan sneeuw. |
| S. Ostende nobis, Domine, misericordiam tuam. | Pr. Toon ons, Heer, uw barmhartigheid. |
| M. Et salutare tuum da nobis. | V. En schenk ons uw heil. |
| S. Domine exaudi orationem meam. | Pr. Heer verhoor mijn gebed. |
| M. Et clamor meus ad te veniat. | V. En mijn noodkreet kome tot U. |
| S. Dominus vobiscum. | Pr. De Heer zij met u. |
| M. Et cum spiritu tuo. | V. En met uw geest. |
| S. Oremus. Exaudi nos Domine sancte Pater omnipotens aeterne Deus et mittere digneris sanctum angelum tuum de caelis, qui custodiat, foveat, protegat, visitet atque defendat omnes habitantes in hoc habitaculo. Per Christum Dominum nostrum. Amen. | Pr. Laat ons bidden. Verhoor ons Heer, heilige Vader, almachtige, eeuwige God en zend genadig uw heilige engel uit de hemel, die allen die in dit heiligdom wonen moge bewaren, begunstigen, beschermen, bezoeken en verdedigen. Door Christus onze Heer. Amen. |